# Вигожеле (Лодзинське воєводство)
Вигожеле (пол. Wygorzele) — село в Польщі, у гміні Грабув Ленчицького повіту Лодзинського воєводства.
Населення — 86 осіб (2011).
У 1975-1998 роках село належало до Конінського воєводства.

## Демографія
Демографічна структура станом на 31 березня 2011 року:
|          | Загалом | Допрацездатний вік | Працездатний вік | Постпрацездатний вік |
| -------- | ------- | ------------------ | ---------------- | -------------------- |
| Чоловіки | 40      | 6                  | 27               | 7                    |
| Жінки    | 46      | 9                  | 25               | 12                   |
| Разом    | 86      | 15                 | 52               | 19                   |